# اسفند (ولایت)
اَسْفَنْد یا اَسْپَنْد یا اَزْفَنْد؛ یکی از ولایت‌های ربع نیشابور خراسان بزرگ؛ که در منابع مختلف از فرهادجرد یا فرهادگرد، به عنوان قصبه یا شهر مرکزی این ولایت، یاد شده است. این ولایت در مسیر راه نیشابور به مرو قرار داشته است. ولایت اسفند را در جغرافیای امروز، به شهرستان فریمان در استان خراسان رضوی ایران و حدی از نواحی پیرامون آن، مطابقت داده‌اند.

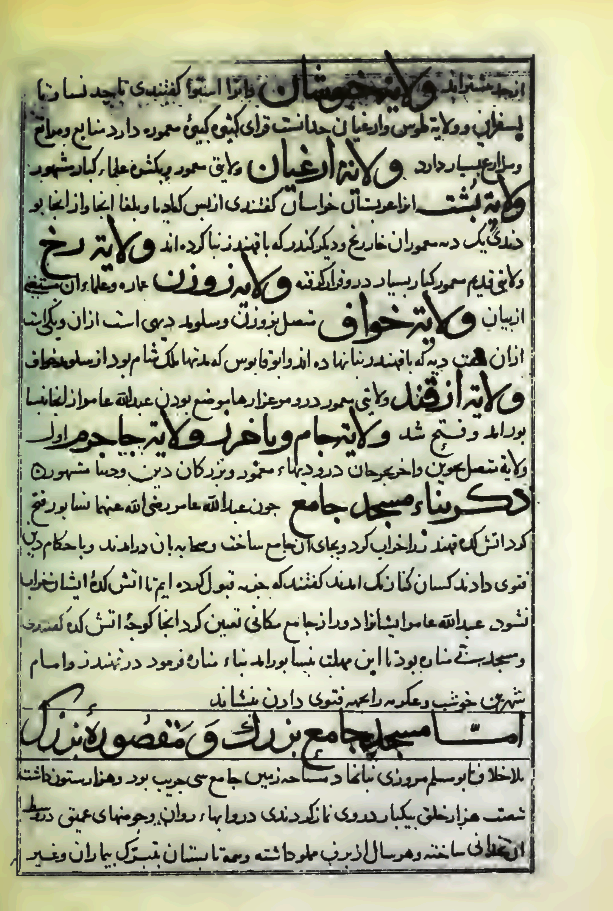
ولایت اسفند یا ازقند، در میان ولایت‌های ربع نیشابور در صفحه‌ای از نسخه خطی ترجمه کتاب تاریخ نیشابور الحاکم.

## نام‌شناخت
اسفند؛ یکی از ولایت‌های ربع نیشابور خراسان؛؛ در «الاعلاق‌النفسیه»، نام این ولایت به صورت اشبند؛ در «احسن‌التقاسیم»، أَسْفَنْد در «معجم‌البلدان»، أَشْفَنْد ثبت شده است. در ترجمه محمد حسین خلیفه نیشابوری بر کتاب تاریخ الحاکم، نام این ولایت به صورت ازقند آمده است. اما محمدرضا شفیعی کدکنی، گونه درست این واژه را اَزْفَنْد دانسته که تغییر شکل یافته یا گونه دیگر اَسْفَنْد، اَسْپَنْد، اَسْبَنْد و اَشْفَنْد است.

## جغرافیا و ویژگی‌ها
اسفند؛ از ولایت‌های دوازده‌گانه ربع نیشابور خراسان بزرگ؛ بنا به گفته یاقوت حموی، کوره (ناحیه) بزرگی است از نواحی نیشابور و مرز آن از مرج‌الفضاء (مرج‌الخطباء) تا حدود زوزن و بوزجان بوده و هشتاد و سه قریه دارد. او در ادامه می‌گوید که عبدالله بن عامر، لشکر خویش را در همین منطقه فرود آورد و از آن روی که سرما بر آنها فشار آورد به نیشابور بازگشتند. اسفند، در تاریخ الحاکم، ولایتی آباد که در آن مرغزاهایی است توصیف شده و محمد مقدسی آن را رستاقی کوچک و کم‌میوه معرفی می‌نماید که جاده مرو از میان آن می‌گذرد. در «الانساب» سمعانی، ابوطلحه سرکت از اهالی اسفند، معرفی شده است.

### فرهادجرد
یاقوت حموی، فرهادجرد را قصبه (شهر مرکز) ولایت اسفند معرفی کرده و سمعانی نیز فرهادجرد را از آبادی‌های ولایت اسفند نیشابور دانسته است و فرهادجرد یکی از قریه‌های هفتگانه قدیمی ربع نیشابور است که دارای قهندز (کهندژ) بوده است. فرهادگرد (فرهادجرد)، در جغرافیای امروز، یکی از روستاهای فریمان در خراسان است. یکی از راویان حدیث، به نام ابوالفضل صالح بن نوح فرهادجردی نیشابوری به این قریه، منسوب است.

## پانوشت‌ها
1. 1 2  ابوعبدالله حاکم نیشابوری (۱۳۷۵)، تاریخ نیشابور، ترجمهٔ محمد بن حسین خلیفه نیشابوری، با مقدمه و تصحیح و تعلیقات محمدرضا شفیعی کدکنی، تهران: آگه، ص. ص۲۱۷
2. 1 2  محمد بن احمد مقدسی (۱۳۶۱)، احسن التقاسیم فی معرفة الاقالیم، ترجمهٔ علینقی منزوی، تهران: شرکت مؤلفان و مترجمان ایران، ص. ج۲، ص۴۳۶
3. 1 2  ابی‌علی احمد بن عمر ابن رسته (۱۹۸۲)، الأعلاق النفسیه، لیدن: بریل، ص. ص۱۷۱
4. ↑  شمس‌الدین ابی‌عبدالله محمد مقدسی (۱۹۰۶)، احسن‌التقاسیم فی معرفة الاقالیم، لیدن: بریل، ص. ص۳۰۰
5. 1 2 3  شهاب‌الدین ابی عبدالله یاقوت حموی (۱۹۷۷)، معجم‌البلدان، بیروت: دارصادر، ص. ج۱، ص۱۹۸
6. ↑  ابوعبدالله حاکم نیشابوری (۱۳۷۵)، تاریخ نیشابور، ترجمهٔ محمد بن حسین خلیفه نیشابوری، با مقدمه و تصحیح و تعلیقات محمدرضا شفیعی کدکنی، تهران: آگه، ص. ص۲۱۷، ۲۸۸
7. ↑  ابوعبدالله حاکم نیشابوری (۱۳۷۵)، تاریخ نیشابور، ترجمهٔ محمد بن حسین خلیفه نیشابوری، با مقدمه و تصحیح و تعلیقات محمدرضا شفیعی کدکنی، تهران: آگه، ص. ص۲۱۶
8. ↑  محمد بن احمد مقدسی (۱۳۶۱)، احسن التقاسیم فی معرفة الاقالیم، ترجمهٔ علینقی منزوی، تهران: شرکت مؤلفان و مترجمان ایران، ص. ج۲، ص۴۶۷
9. 1 2  ابی‌سعد عبدالکریم بن محمد بن منصور التمیمی السمعانی (۱۹۸۰)، الانساب، قاهره: مکتبة ابن التمیمیة، ص. ج۹، ص۲۸۹
10. ↑  ابوعبدالله حاکم نیشابوری (۱۳۷۵)، تاریخ نیشابور، ترجمهٔ محمد بن حسین خلیفه نیشابوری، با مقدمه و تصحیح و تعلیقات محمدرضا شفیعی کدکنی، تهران: آگه، ص. ص۲۸۸؛ نک: ۲۷۶۳/۲
11. ↑  علی‌اکبر دهخدا (۱۳۷۷)، لغت‌نامه، تهران: دانشگاه تهران، ص. ج۱۱، ص۱۷۱۳۱
12. ↑  غلامرضا تهامی (۱۳۸۵)، فرهنگ اعلام تاریخ اسلام، تهران: شرکت سهامی انتشار، ص. ج۲، ص۱۶۱۷

## فهرست منابع
- «احسن‌التقاسیم فی معرفةالاقالیم»، تألیف ابوعبدالله محمد بن احمد مقدسی، ترجمه علینقی منزوی، تهران: شرکت مؤلفان و مترجمان ایران، ۱۳۶۱.
- «احسن‌التقاسیم فی معرفة الاقالیم»، شمس‌الدین ابی‌عبدالله محمد مقدسی، لیدن: بریل، لیدن، ۱۹۰۶م.
- «الأعلاق النفسیه»، تصنیف ابی‌علی احمد بن عمر ابن رسته، لیدن: بریل، ۱۹۸۲م.
- «الانساب»، ابی‌سعد عبدالکریم بن محمد بن منصور التمیمی السمعانی، قاهره: مکتبة ابن التمیمیة، ۱۹۸۰م.
- «تاریخ نیشابور»، ابوعبدالله حاکم نیشابوری، ترجمه محمد بن حسین خلیفه نیشابوری، با مقدمه و تصحیح و تعلیقات محمدرضا شفیعی کدکنی، تهران: آگه، ۱۳۷۵.
- «فرهنگ اعلام تاریخ اسلام»، غلامرضا تهامی، تهران: شرکت سهامی انتشار، ۱۳۸۵.
- «لغت‌نامه»، علی‌اکبر دهخدا، تهران: انتشارات دانشگاه تهران، ۱۳۷۷.
- «معجم‌البلدان»، شهاب‌الدین ابی‌عبدالله یاقوت بن عبدالله الحموی الرومی البغدادی، بیروت: دار صادر، ۱۹۷۷م.